# وادي اصفي
وادي اصفي هو مجرى مائي موسمي في جبال الحجر برأس الخيمة، الإمارات العربية المتحدة. يمتد من قرية أصفني على طريق مليحة إلى طريق الفجيرة السريع (E84) لينضم إلى وادي شوكة جنوب قرية اصفي.
يستقبل وادي اصفني مستويات عالية من الأمطار الشتوية، وهو كافٍ لإحداث فيضانات قوية بما تكفي لجرف الطريق العابر للوادي كما أنه يتلقى أيضًا هطول الأمطار في أشهر الصيف.
تقليديا الوادي موطن لأفراد قبيلة المزروعي، وادي اصفي معروف بشكل خاص لاكتشاف فيه نوع جديد من العث من جنس ميهارية: Meharia breithaupti. مهيارية بريثوبتي عُرف عن العثة الميهارية أنها تعيش في المناطق القاحلة، وهي مرتبطة بميهارية فيلبي التي توجد في السعودية واليمن وعمان. سميت ميهارية فيلبي على اسم المستعرب والمستكشف هاري سانت جون فيلبي في عام 1952. وسُميت العثة الجديدة على اسم مكتشفها عالم الحشرات الألماني رولاند بريثوبت.
وجدت دراسة استقصائية أجريت عام 1937 للأودية في جنوب شرق شبه الجزيرة العربية أجرتها وزارة الطيران البريطانية أن وادي اصفي هو «وادي ذو قرى صغيرة يقطنها المزاريع، وهميعترفون بشيخ الشارقة»، وهو ولاء يبدو أنه تغير في السنوات اللاحقة

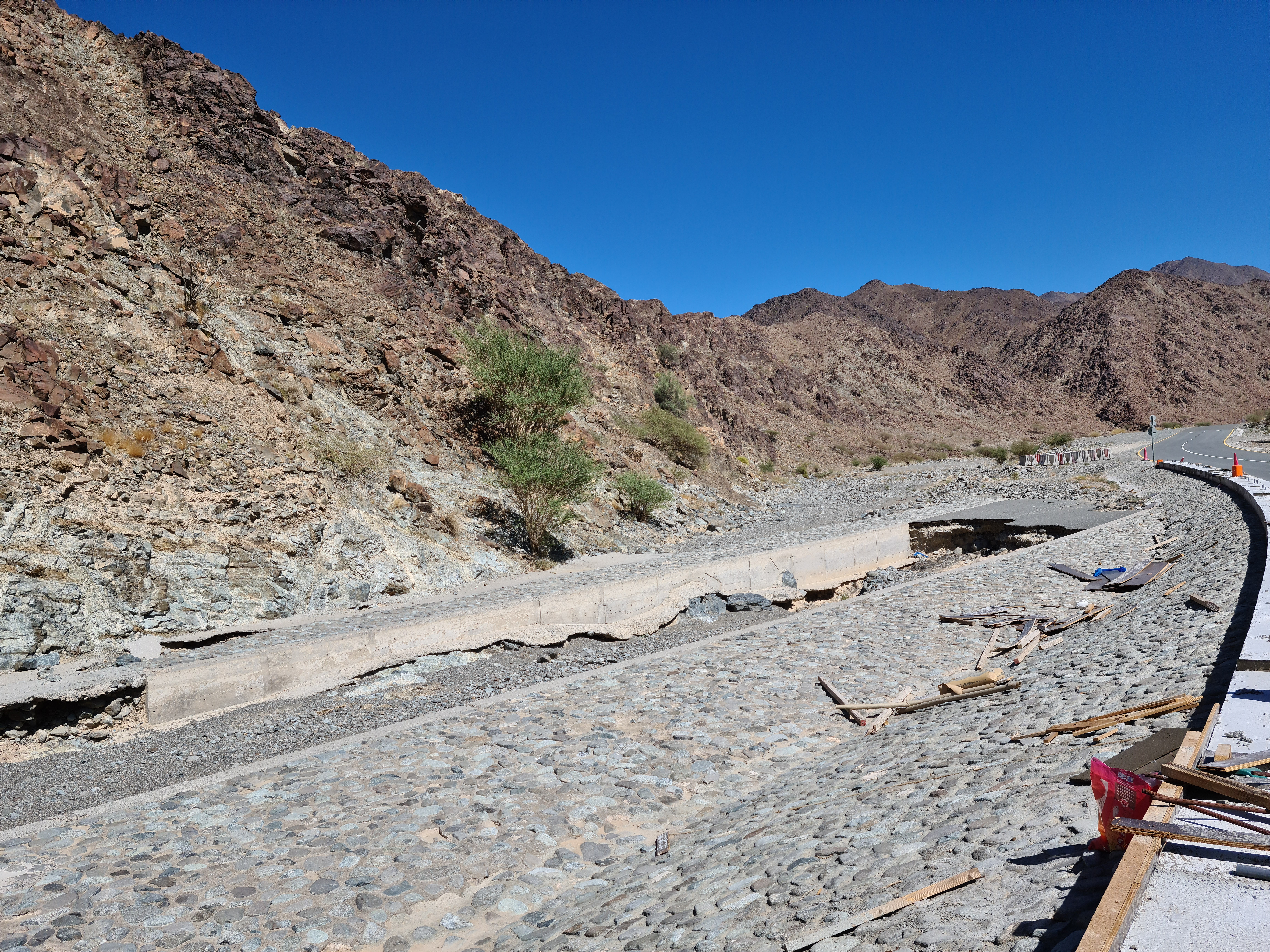
The road to the village of Esfai – washed away by the seasonal flooding of the Wadi Esfai.
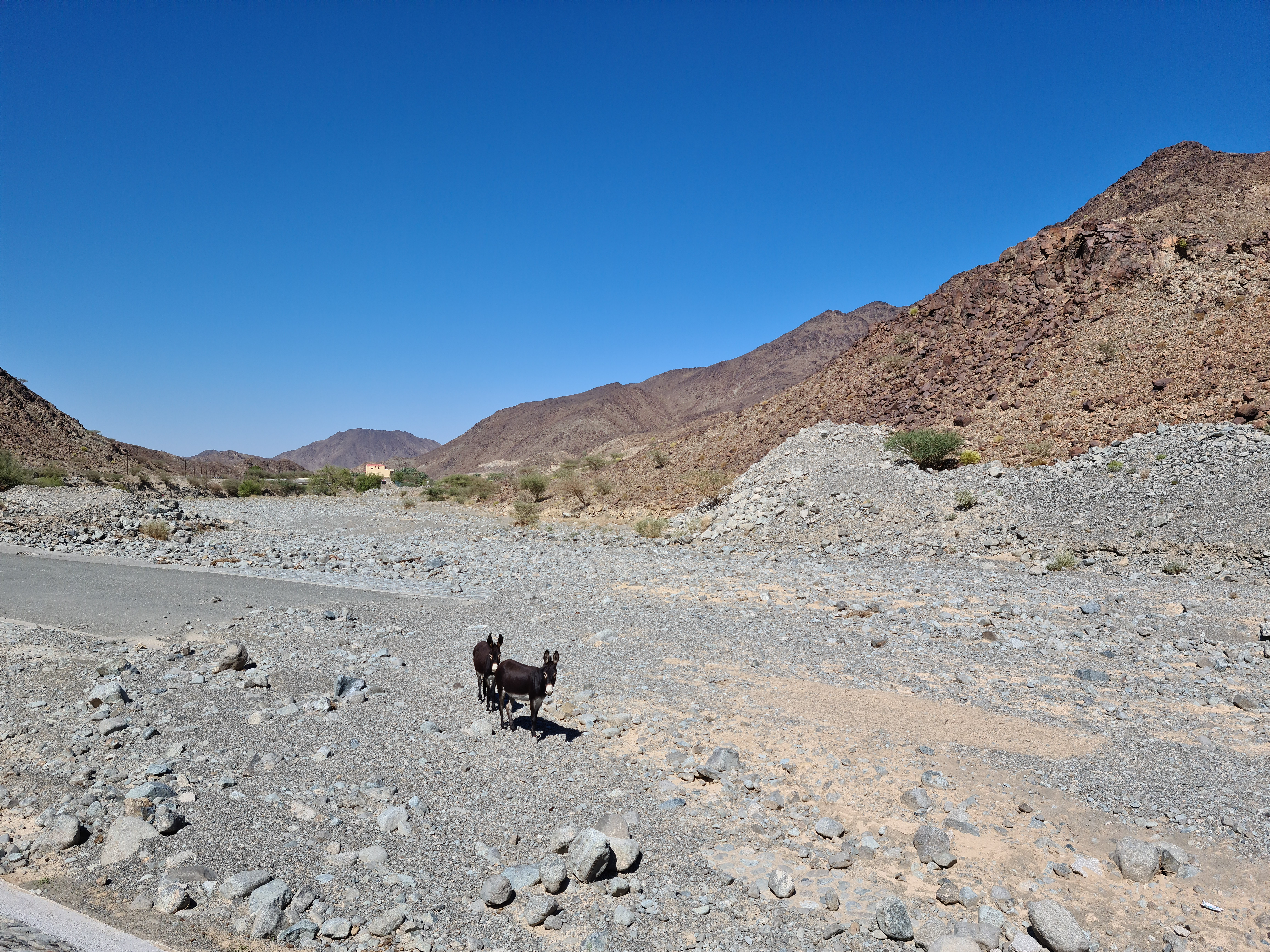
Wild donkeys roaming the Wadi Esfai
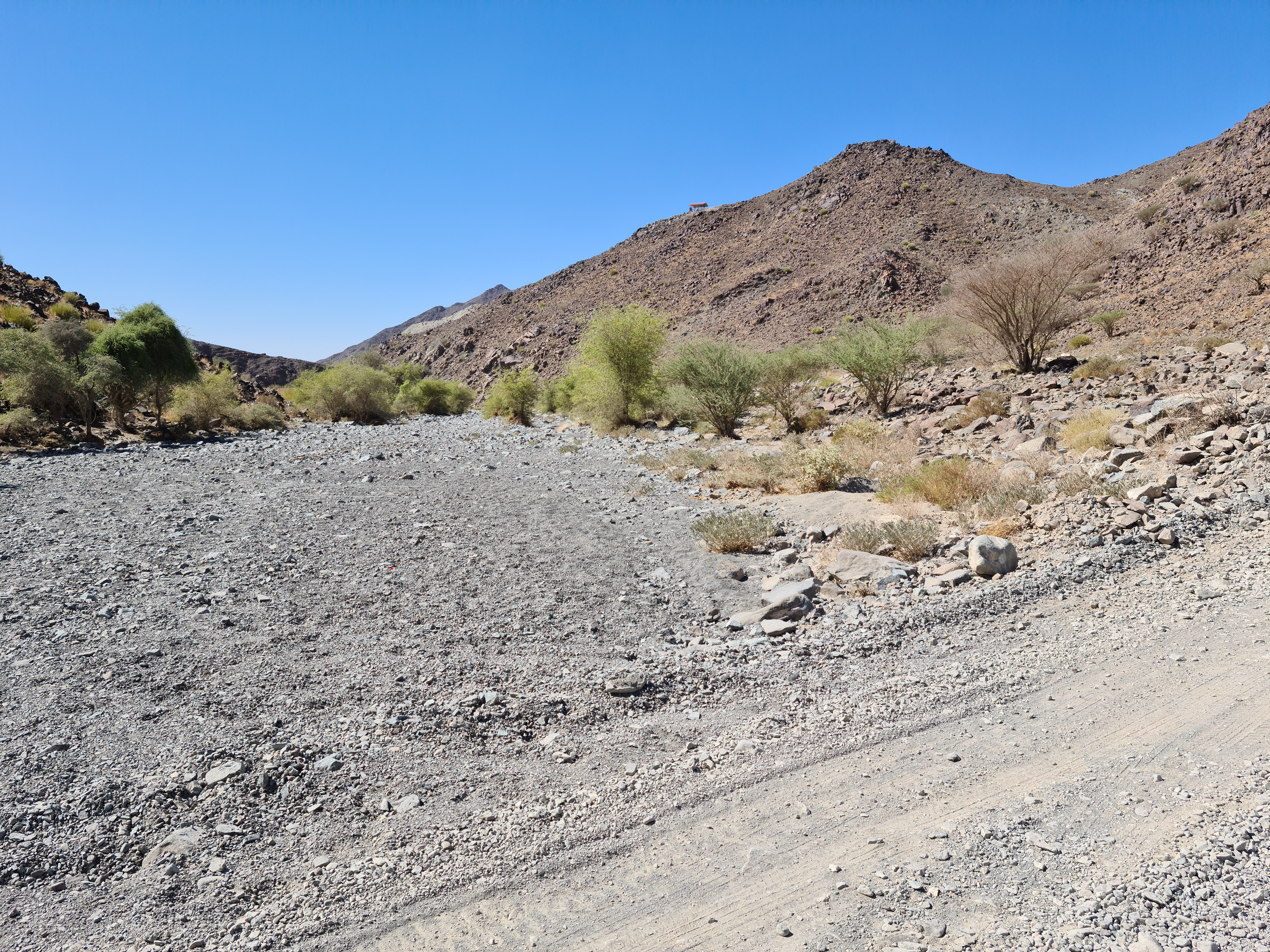
The confluence of the Wadi Esfai with the Wadi Shawka

## أنظر أيضا
- قائمة الوديان في الإمارات العربية المتحدة